# Bill Odenkirk
Bill Odenkirk (Naperville, Illinois, 13 de octubre de 1965) es un químico y escritor de comedia estadounidense.

## Datos biográficos
Odenkirk nació en Naperville, Illinois (Estados Unidos). Es el hermano menor del comediante estadounidense Bob Odenkirk, y trabajó como escritor, productor y actor en el sketch de comedia del programa de televisión Mr. Show, que tenía a su hermano como coprotagonista. Odenkirk se dedicó a escribir para Tenacious D y Futurama. Ha escrito y producido episodios de Los Simpson. Obtuvo el doctorado en química inorgánica en la Universidad de Chicago. Fue coinventor del 2,2'-bis(2-indenil) bifenilo, que puede usarse como catalizador en la producción de plástico.

## Créditos como guionista

### Episodios deTenacious D
Se le atribuye haber escrito los siguientes episodios, junto con Jack Black, David Cruz, Kyle Gass, Tom Gianas y Bob Odenkirk:
- Death of a Dream
- The Greatest Song in the World
- The Fan
- Road Gig

### Episodios deLos Simpson
Se le atribuye haber escrito los siguientes episodios:
| Año  | Título original                            | Título en Hispanoamérica                | Título en España                            | Temporada | Episodio |
| ---- | ------------------------------------------ | --------------------------------------- | ------------------------------------------- | --------- | -------- |
| 2004 | Treehouse of Horror XV                     | La casa-árbol del Terror XV             | La casita del horror XV                     | 16        | 1        |
| 2005 | The Seven-Beer Snitch                      | El informante                           | El soplón vive arriba                       | 16        | 14       |
| 2006 | The Mook, the Chef, the Wife and Her Homer | El niño, el chef, la esposa y su Homero | El cocinero, el bribón, la mujer y su Homer | 18        | 1        |
| 2007 | Crook and Ladder                           | Pillos con escaleras                    | Granujas y escaleras                        | 18        | 19       |
| 2008 | Double, Double, Boy In Trouble             | El doble de Bart                        | Doble, doble, niño zozobra                  | 20        | 3        |
| 2010 | Million Dollar Maybe                       | Tal vez un millón de dólares            | Million Dollar Homi                         | 21        | 11       |
| 2011 | Love Is A Many Strangled Thing             | Amar es estrangular                     | El amor es estranguloso                     | 22        | 17       |
| 2012 | Adventures in Baby-Getting                 | Aventuras para tener un bebé            |                                             | 24        | 3        |
| 2013 | Pulpit Friction                            | Fricción en el pulcro                   |                                             | 24        | 18       |
| 2014 | Super Franchise Me                         | La súper franquicia                     |                                             | 26        | 3        |

### Episodios deFuturama
Está acreditado como escritor de los siguientes episodios:
- «How Hermes Requisitioned His Groove Back» (2000)
- «A Tale of Two Santas» (2001)
- «Insane in the Mainframe» (2001)
- «Kif Gets Knocked Up a Notch» (2003)
- «The Farnsworth Parabox» (2003)
- «Planet Espresso» (2024)

### Actuación
- 2003 : Melvin Goes to Dinner